# Specter (película)
Specter es el primer cortometraje tokusatsu creado por Konami. La película hizo su aparición en convenciones y ferias para promocionar la película en 2005. La película nunca tuvo un lanzamiento internacional, pero encontró su camino a través del internet. Los efectos de la película fueron hechos por Buildup Co., la misma compañía que hizo los efectos del mecha tokusatsu de 1998, Dark Soldier D.

## Argumento
El agente Tetsuya Terasaki, habiendo acabado de completar una difícil búsqueda de un alienígena fugitivo, es ordenado investigar una perturbación alienígena local. Esperando resistencia, ordena que su armadura SPECTER le sea enviada a él. Al llegar al sitio, se encuentra con alienígenas torturando a dos científicos, tratando de extraer información de ellos. Él lucha con los extraterrestres y luego va a hacer un informe a su comando.
Mientras Terasaki se dirige a la sede central, uno de los científicos activa accidentalmente un dispositivo en el alienígena muerto. El dispositivo resucita al alienígena e incrementa sus poderes. El alienígena mata a un científico y secuestra a la otra. Tetsuya los persigue a ellos mientras el alienígena lleva a la científica a un túnel y hacia su nave espacial. Tetsuya los sigue y rescata a la científica. Sin embargo, el alienígena ya no necesita al rehén, ya que con su nave puede eliminar a Tetsuya. Tetsuya intenta destruir la nave con sus armas, pero la nave está muy bien armada.
El comandante de Tetsuya le envía un cañón de partículas para ayudar, y tras dispararlo, él agarra a la científica y hacen su camino a la superficie del túnel, cuando de repente se da cuenta de que el alienígena sigue vivo. Dispara al alienígena una vez más y consigue poner a la científica a salvo. Una vez de vuelta a la civilización, la científica exige una explicación para todo, pero Tetsuya borra sus recuerdos. Después Tetsuya viaja a casa para un merecido descanso, a pesar de un alienígena «cangrejo» atacar los Estados Unidos. Su comandante le dice que deje a la división de Estados Unidos manejarlo.

## Reparto
- Shinji Kasahara como Tetsuya Teresaki.
- Show Aikawa como Capitán.
- Hitomi Kurihara como Makino.